# Карайман (Долж)
Карайман (рум. Caraiman) — село у повіті Долж в Румунії. Входить до складу комуни Брабова.
Село розташоване на відстані 216 км на захід від Бухареста, 34 км на захід від Крайови.